# Ульфельдт, Леонора Кристина
Леонора Кристина Ульфельдт (дат. Leonora Christina Ulfeldt, 8 июля 1621, Фредериксборг, Ховедстаден — 16 марта 1698[…], Марибо, Зеландия) — дочь датского короля Кристиана IV от морганатического брака, знаменитая мемуаристка.

## Биография
Леонора Кристина была третьей из 12 детей короля Дании и Норвегии Кристиана IV, родившихся у него во втором браке с Кирстен Мунк. Вскоре после крещения девочка (как и её братья и сёстры) была отправлена в дом своей бабушки по материнской линии на остров Фюн. Здесь она уже в возрасте 4-х лет учится писать, а также получает религиозное и музыкальное образование. После вступления Дании в Тридцатилетнюю войну на стороне протестантской лиги Леонора Кристина и её две сестры из соображений безопасности были отправлены на материк во Фрисландию, к племяннице их отца Софии-Хедвиге Брауншвейг-Люнебургской (в 1628—1629 годах). Здесь, в семилетнем возрасте Леонора заболевает оспой; от этой же болезни, заразившись от неё, умирает жених Леоноры — одиннадцатилетний сын Софии-Хедвиги, Мориц. В 1630 году девочка возвращается в Копенгаген.
К этому времени Дания, потерпев поражение на полях сражений, выходит из числа участников в Тридцатилетней войне. Обнаруживается также супружеская измена супруги короля Кирстен Мунк, которая вынуждена была затем со своими незаконнорождёнными детьми покинуть двор; детям короля было запрещено упоминать вслух имя матери. Леонора Кристина становится любимицей короля-отца, и её обучению и воспитанию он уделяет особое внимание: девочка изучает французский и немецкий языки, ряд других предметов. В возрасте 9 лет она, по желанию отца, была помолвлена с 15-летним придворным Корфицем Ульфельдтом, впоследствии занимавшим пост первого министра. 9 октября 1636 года, в возрасте 15 лет она выходит замуж за Ульфельдта, обласканного королём, и живёт во дворце мужа в центре Копенгагена. В своих мемуарах Леонора сообщает, что вышла замуж по любви и в своём браке была счастлива.

В 1643 году Ульфельдт становится королевским гофмейстером и, таким образом, вторым по влиянию человеком в Дании. Так как в этот период при дворе официально не было королевы, Леонора Кристина считалась «первой дамой» королевства. Используя своё высокое положение в корыстных целях, супруг её сумел в короткое время накопить громадные богатства, как в земельных владениях, так и в денежных средствах и драгоценностях. При этом он настроил против себя значительное число представителей датской знати. В 1646—1647 годах Леонора сопровождает своего мужа в посольствах во Францию и в Нидерланды. После возвращения король, давно подозревавший Ульфельдта в различных злоупотреблениях, выражает ему своё недоверие — как и Леоноре, пытавшейся смягчить положение своей матери и вернуть её ко двору. Корфиц и Леонора Кристина были допущены к постели умирающего Кристиана IV, но сразу после его смерти были удалены от двора. 

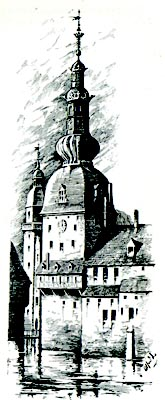
Синяя башня

Отцу Леоноры наследовал её единокровный брат Фредерик III, который выступил против занимаемого мужем Леоноры высокого положения в стране (как и против трёх других зятьёв Кристиана IV). Его супруга, София-Амалия Брауншвейг-Люнебургская, стала злейшим врагом Леоноры Кристины, не желавшей расстаться со статусом «первой дамы». В 1649 году Корфиц вновь возглавляет посольство, отправлявшееся за рубеж, Леонора его сопровождает — однако политическое влияние Ульфельдта в Дании заметно снижается. Значительное число придворных опасались его могущества, вокруг положения королевского гофмаршала ширились интриги. В 1650 году король приказал перепроверить все финансовые сделки, заключённые от имени государства Ульфельдтом с целью выявления злоупотреблений. Одна из бывших любовниц гофмаршала обвинила его в намерении отравить короля, однако сама была признана виновной в лжесвидетельствовании и казнена. Тем не менее Леонора Кристина была лишена графского титула.
В июле 1651 года Ульфельдты уезжают из Дании, живут некоторое время в Голландии, а затем в Швеции. Шведская королева Кристина Шведская выделила им для проживания замок Барт в Шведской Померании. Однако Леонора считала, что шведский двор проявляет недостаточно уважения к её особе и в связи с этим не присутствовала на коронации Карла Х Густава, где, как ей казалось, её собирались посадить на слишком «низкое» для её статуса место. В 1656 году Корфиц Ульфельдт посылает супругу в Данию, желая примирения с королём, однако эта миссия терпит неудачу и Леонора на обратном пути едва сама избежала ареста. После этого бывший гофмаршал открыто переходит на сторону Швеции, в том числе и в происходившей в 1657 году датско-шведской войне. Благодаря усилиям Ульфельдта Дания была вынуждена заключить тяжёлый для себя мирный договор в Роскилле. В то же время он посчитал, что полученная им награда от короля Карла Х (крупное поместье, возведение в статус шведского дворянина, пост инспектора отвоёванных у Дании провинций) недостаточны. Король Швеции, узнав о подобных настроениях бывшего датского гофмаршала, взял последнего на заметку, и после нового, на этот раз уже неудачного нападения Швеции на Данию (в котором Корфиц участвовать отказался), обвинил его в предательстве и связях с врагом. В мае 1659 года Ульфельдт был арестован. Судебный процесс над ним завершился вынесением смертного приговора, который, впрочем, не был приведён в действие. После длившихся переговоров, посол Дании (муж одной из сестёр Леоноры) добился помилования Корфица, однако супруги Ульфельдты, не зная об этом и опасаясь ссылки, поодиночке тайно бежали в Финляндию.
После возвращения Корфица, а затем и Леоноры в Данию они были в течение 17 месяцев заключёнными в крепости Хаммерсхус на Борнхольме. В этот период король Дании Фредерик III, в союзе с богатыми горожанами Копенгагена и церковными кругами и в ущерб аристократии, собирался провозгласить введение в стране абсолютной монархии, и арест одного из могущественных представителей датской знати был важным шагом в этом направлении. В сентябре-октябре 1660 года Фредерик III осуществил задуманные им реформы. Условия содержания в крепости и издевательства надзирателей вынудили Ульфельдтов совершить попытку побега — спуститься по связанным простыням и верёвкам из башни (при этом сорвался и погиб один из их верных слуг), однако при наступлении утра беглецы были обнаружены и схвачены — после чего Леонора содержалась отдельно от мужа. В декабре 1661 года Ульфельдты были наконец выпущены на свободу — что стоило им практически всех их земельных владений. Кроме этого, Корфиц должен был присягнуть на верность датскому королю.
Оказавшись на свободе, Ульфельдты поселились в имении Элленсборг на острове Фюн, доставшемся Леоноре в наследство от её бабушки. Так как состояние здоровья её мужа Корфица ухудшилось, по её просьбе и по просьбе их влиятельных друзей Ульфельдты получили разрешение в 1662 совершить поездку в Нидерланды. Здесь, в Брюгге, старший сын Леоноры случайно встречает бывшего надзирателя из крепости Хаммерсхус Адольфа Фукса, постоянно унижавшего там его родителей, и убивает его. Корфиц же отправляет Леонору в Англию взыскать с короля Карла II значительную сумму денег, которую последний занял у Ульфельдта ещё в 1649 году, пребывая в изгнании. Параллельно Ульфельдт тайно предлагает курфюрсту Бранденбурга Фридриху Вильгельму в результате восстания в Дании возвести его на датский престол. Курфюост, однако, сообщил обо всём этом датчанам, после чего супруг Леоноры был на родине 24 июля 1663 года заочно приговорён к смертной казни за государственную измену. Леонора же была принята английским королём, но на обратном пути на материк, в Дувре, была арестована, посажена на корабль и отправлена под охраной в Копенгаген. Здесь принцесса была лишена всех своих драгоценностей и роскошных нарядов, и сама заключена в так называемую Синюю башню (Blåtårn) — копенгагенскую тюрьму для государственных преступников замка Кристиансборг.

После ареста Леонора Кристина была неоднократно допрошена о планах и сообщниках её супруга, однако она твёрдо стояла на том, что ничего о преступных замыслах не знает, а Корфица, по её словам, оклеветали. Судебной процесс над ней так и не состоялся, тем не менее Леонора провела в заключении 22 года (1663—1685), в течение которых испытывала и духовный надлом, и кризис веры в Бога. Тем не менее её незаурядная сила воли сумела справиться с душевными страданиями. Леонора пришла к заключению, что она должна полностью подчиниться Божьей воле, потому что Господь испытывает тех, кого любит. Всё это вошло в её художественную автобиографию «Jammers Minde», считающуюся крупнейшим произведением датской литературы XVII века. В тюрьму были брошены и некоторые друзья Леоноры: например, бывший домашний врач её Отто Шперлинг Старший был отправлен в Синюю башню в 1664 году, провёл в ней 17 лет и в ней же скончался. Муж Леоноры, Корвиц Ульфельдт, избежал ареста путём бегства, но утонул в Рейне 20 февраля 1664 года. Дворец его в центре Копенгагена был разрушен до основания, и на его месте установлен позорный столб. 

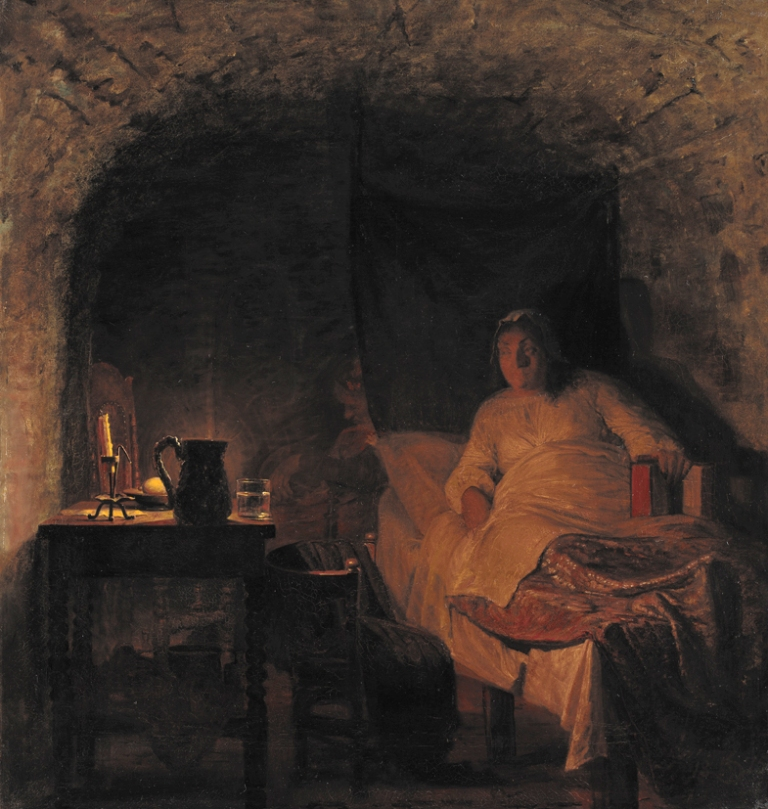
Леонора Кристина в тюремной камере (полотно Кристиана Сартмана)

После смерти в феврале 1670 года короля Фредерика III и восшествия на престол его сына, Кристиана V, условия содержания Леоноры значительно улучшились: она была переведена в достаточно удобное помещение, ей предоставлялись литература и возможность заниматься сочинительством. Тайно узница была посещаема дамами, принадлежавшими к высшей аристократии, её родственницами. Тем не менее, Леонора была лишена свободы вплоть до смерти своего давнего врага, королевы-матери Софии-Амалии. С целью повлиять на общественное мнение в Европе и добиться своего скорейшего освобождения, она пишет в тюрьме прославившие её впоследствии произведения — автобиографические труды «Den franske selvbiografi (Французские страницы)» (повествует о детстве при дворе и вплоть до заключения в Синюю башню. написано на французском языке) и «Jammers Minde (Воспоминание о несчастье)» (о годах заключения). Первая работы эта была тайно вынесена из крепости и опубликована, однако существенного изменения к лучшему в положении писательницы это не привело. Вторая была закончена уже после освобождения Леоноры из заключения.
После смерти королевы Софии-Амалии 20 февраля 1685 года Леонора вновь начинает хлопотать в своём освобождении. 19 мая того же года канцлер Фредерик фон Альфельдт даёт указание выпустить 63-летнюю узницу на свободу. Покинула она тюрьму лишь ночью, в 22.00, в сопровождении племянницы, дочери её давно скончавшейся сестры Елизаветы Августы фон Линденов — так как желала избежать назойливого внимания собравшейся толпы зевак. Королева и придворные дамы наблюдали за этим зрелищем с балкона. Кристиан V определил Леоноре для жительства монастырь Марибо и выделил ежегодную пенсию в 1500 талеров.
Ныне рукописи Леоноры Кристины и её письма хранятся в датском государственном Национальном историческом музее замка Фредериксборг, в Датской национальной библиотеке и в государственных архивах Копенгагена и Стокгольма.

## Семья
В своём супружестве с Корвицем Ульфельдтом Леонора Кристина родила не менее 15 детей, из которых четверо сыновей и трое дочерей достигли совершеннолетия. Уже после освобождения из тюрьмы она пыталась добиться возвращения для своих детей конфискованных ранее владений, однако безуспешно.
Наибольшей известности добился её младший сын, граф Лео Ульфельдт (1651—1716), фельдмаршал на австрийской службе. Лео, видевший мать 12-летним ребёнком в последний раз, только в 40-летнем возрасте получил разрешение датского короля дважды, в 1691 и 1693 годах, вновь её посетить — на этот раз уже в монастыре Марибо. 
Именно Лео Леонора Кристина передала свои «Записки», которые бережно хранились в семейном архиве им самим и его наследниками и были впервые опубликованы только в 1868 году. 
Сын Лео и внук Леоноры Кристины, Антон Корфиц Ульфельдт (1699—1770), названный в честь деда, стал государственным канцлером (министром иностранных дел) Священной Римской империи.

## Сочинения (на датском языке)
- Leonora Christinas Jammers Minde, hrsg. v. Poul Lindegård Hjorth und Marita Akhøj Nielsen, Kopenhagen 1998.
- Den franske selvbiografi (Французские воспоминания), Faksimile-Ausgabe изд. v. C.O. Bøggild-Andersen, Kopenhagen 1958.
- Hæltinners Pryd (Украшение героинь), изд. v. Christopher Maaløe, Kopenhagen 1977.